# Singhiella dipterocarpi
Singhiella dipterocarpi là một loài côn trùng cánh nửa trong họ Aleyrodidae, phân họ Aleyrodinae.
Singhiella dipterocarpi được Takahashi miêu tả khoa học đầu tiên năm 1942.